# Festival international du printemps

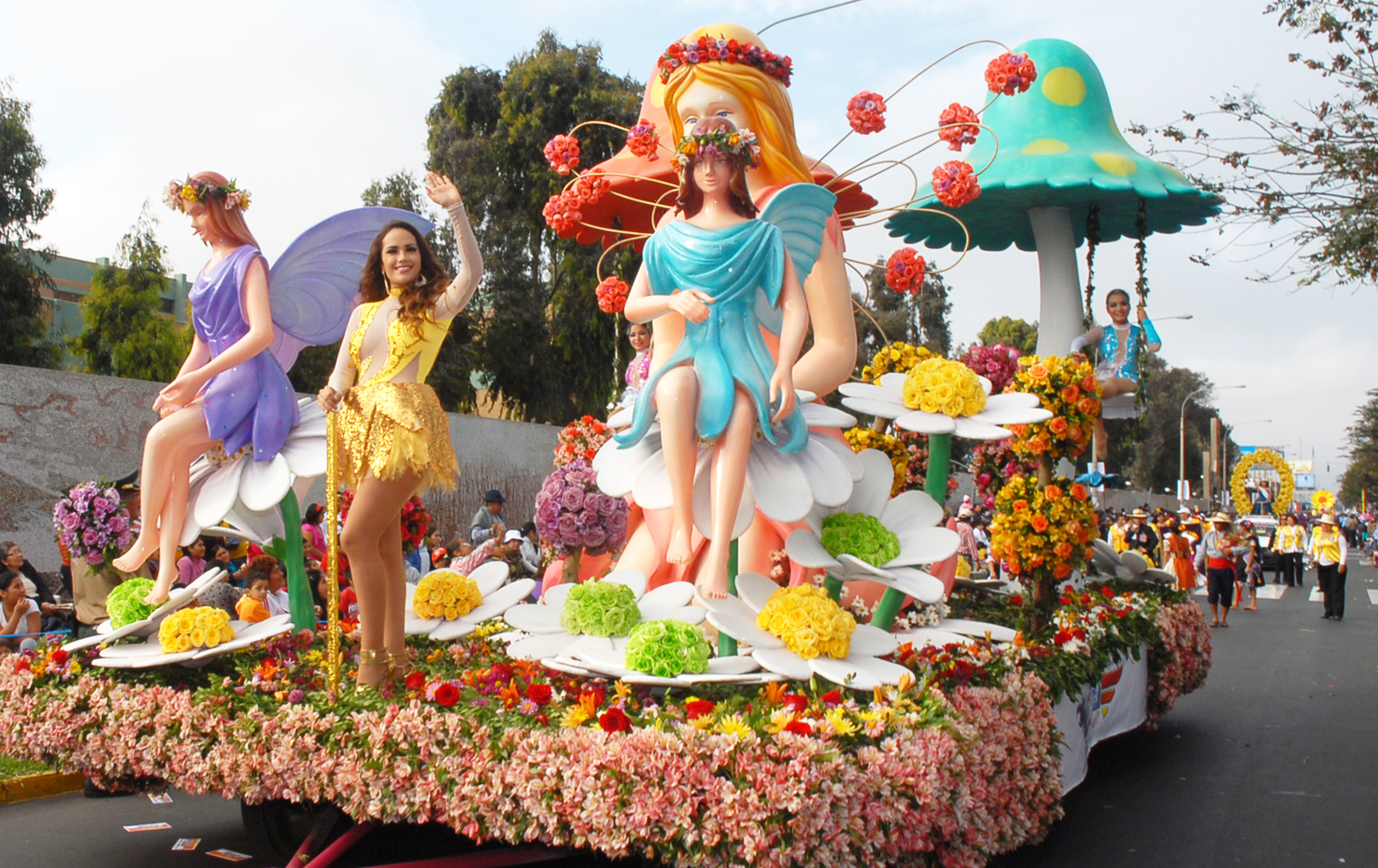
Charrette décorée présente au festival de Trujillo en 2013

Le Festival international du printemps (en espagnol : Festival internacional de la Primavera) est une festivité péruvienne qui a lieu chaque année dans la ville de Trujillo (Pérou). 

## Historique
Il fut créé en 1950 sous la promotion du Lions Clubs de Trujillo, organisation internationale à but non lucratif.
Dès lors, le festival connaît un succès national ; en plus, il attire un grand nombre de touristes favorisant l’économie croissante de la ville.
Le jour principal du festival est l’occasion du Corso primaveral, au cours duquel se déroule un défilé de chars, accompagnés de danseurs, des majorettes américaines et des reines de beauté étrangères.